# オリバー・ダン (野球)
オリバー・ハリス・ダン（Oliver Harris Dunn, 1997年9月2日 - ）は、 アメリカ合衆国ユタ州ソルトレイクシティ出身のプロ野球選手（内野手）。右投左打。MLBのミルウォーキー・ブルワーズ所属。

## 経歴

### プロ入りとヤンキース傘下時代
2019年のMLBドラフト11巡目（全体345位）でニューヨーク・ヤンキースから指名され、プロ入り。契約後、傘下のアパラチアンリーグのルーキー級プラスキ・ヤンキースでプロデビュー。A級チャールストン・リバードッグスでもプレーし、2チーム合計で51試合に出場して打率.226、3本塁打、22打点、6盗塁を記録した。 
2020年はCOVID-19の影響でマイナーリーグの試合が開催されなかったため、公式戦の出場は無かった。
2021年はA+級ハドソンバレー・レネゲーズとAA級サマセット・ペイトリオッツでプレーし、2チーム合計で72試合に出場して打率.196、7本塁打、25打点、10盗塁を記録した。
2022年はAA級サマセットとAAA級スクラントン・ウィルクスバリ・レイルライダースでプレーし、2チーム合計で36試合に出場して打率.288、3本塁打、18打点、3盗塁を記録した。

### フィリーズ傘下時代
2022年12月7日にルール・ファイブ・ドラフト（マイナーリーグ・フェイズ）でフィラデルフィア・フィリーズから指名され、移籍した。 
2023年は傘下のAA級レディング・ファイティン・フィルズでプレーし、119試合に出場して打率.271、21本塁打、78打点、16盗塁を記録した。オフにはアリゾナ・フォールリーグに参加し、スコッツデール・スコーピオンズに所属した。

### ブルワーズ時代
2023年11月14日にロバート・ムーア、ヘンディ・メンデスとのトレードで、ミルウォーキー・ブルワーズへ移籍した。また、移籍と同時にメジャー契約を結んで40人枠入りした。
2024年は開幕をメジャーで迎えた。メジャーデビューとなった3月30日のニューヨーク・メッツ戦にて「7番・三塁手」で先発出場すると、5回表の第3打席でルイス・セベリーノからメジャー初安打を記録した。

## 詳細情報

### 年度別打撃成績
| 年 度    | 球 団    | 試 合 | 打 席 | 打 数 | 得 点 | 安 打 | 二 塁 打 | 三 塁 打 | 本 塁 打 | 塁 打 | 打 点 | 盗 塁 | 盗 塁 死 | 犠 打 | 犠 飛 | 四 球 | 敬 遠 | 死 球 | 三 振 | 併 殺 打 | 打 率 | 出 塁 率 | 長 打 率 | O P S |
| -------- | -------- | ----- | ----- | ----- | ----- | ----- | -------- | -------- | -------- | ----- | ----- | ----- | -------- | ----- | ----- | ----- | ----- | ----- | ----- | -------- | ----- | -------- | -------- | ----- |
| 2024     | MIL      | 41    | 104   | 95    | 11    | 21    | 2        | 2        | 1        | 30    | 7     | 3     | 0        | 1     | 0     | 6     | 0     | 2     | 40    | 1        | .221  | .282     | .316     | .597  |
| MLB：1年 | MLB：1年 | 41    | 104   | 95    | 11    | 21    | 2        | 2        | 1        | 30    | 7     | 3     | 0        | 1     | 0     | 6     | 0     | 2     | 40    | 1        | .221  | .282     | .316     | .597  |

- 2024年度シーズン終了時

### 年度別守備成績
| 年 度 | 球 団 | 一塁（1B） | 一塁（1B） | 一塁（1B） | 一塁（1B） | 一塁（1B） | 一塁（1B） | 二塁（2B） | 二塁（2B） | 二塁（2B） | 二塁（2B） | 二塁（2B） | 二塁（2B） | 三塁（3B） | 三塁（3B） | 三塁（3B） | 三塁（3B） | 三塁（3B） | 三塁（3B） |
| 年 度 | 球 団 | 試 合      | 刺 殺      | 補 殺      | 失 策      | 併 殺      | 守 備 率   | 試 合      | 刺 殺      | 補 殺      | 失 策      | 併 殺      | 守 備 率   | 試 合      | 刺 殺      | 補 殺      | 失 策      | 併 殺      | 守 備 率   |
| ----- | ----- | ---------- | ---------- | ---------- | ---------- | ---------- | ---------- | ---------- | ---------- | ---------- | ---------- | ---------- | ---------- | ---------- | ---------- | ---------- | ---------- | ---------- | ---------- |
| 2024  | MIL   | 1          | 1          | 0          | 0          | 0          | 1.000      | 1          | 0          | 1          | 0          | 0          | 1.000      | 27         | 10         | 36         | 0          | 4          | 1.000      |
| MLB   | MLB   | 1          | 1          | 0          | 0          | 0          | 1.000      | 1          | 0          | 1          | 0          | 0          | 1.000      | 27         | 10         | 36         | 0          | 4          | 1.000      |

- 2024年度シーズン終了時

### 背番号
- 15（2024年 - ）